# David Dombre
Pour les articles homonymes, voir Dombre.
Né le 9 mai 1772 à Nîmes, où il est décédé le 18 novembre 1859, David Dombre (ou Dhombre, Dhombres, Dombres, D'hombre, D'hombres[réf. souhaitée]) est un notable et homme d'influence protestant français. Il participa activement à la « Bagarre de Nîmes ». 

## Biographie

### Enfance - Négoce
David Dombre a été baptisé dans les Cévennes par le Pasteur Rabaut Saint-Étienne.
Il séjourne en Suisse et à Genève entre 10 et 14 ans, puis assiste son père, riche négociant et fabricant de soieries dont le commerce s'étendant à l'Europe entière. S’ennuyant, il s’enfuit et est arrêté par la maréchaussée à Lyon.

### Jeunesse - Officier
Il est détenu à 16 ans au fort de Pierre Scize où il se lie d'amitié avec l'acteur, dramaturge et révolutionnaire Jean-Marie Collot d'Herbois. 
À 17 ans, il est incorporé dans la première formation de la Garde nationale placée sous le commandement de La Fayette. 
À 18 ans, le 13 et 14 juin 1790, il participe à la "Bagarre de Nîmes" (réaction rapide, efficace, mais sanglante des patriotes et des protestants qui craignaient une nouvelle Saint-Barthélemy contre le parti catholique et contre-révolutionnaire appuyé par la noblesse).
Son père lui achète un titre de Lieutenant. Il est admis au nombre des Sous-lieutenants du Régiment du Dauphiné. 
En 1792, à Maubeuge, lui et dix de ses camarades sont accusés d’ "aristocratie" et sont envoyés à Paris pour répondre de leur conduite. Le Ministre l’entend et le renvoie dans ses foyers en septembre 1793. 
Il est envoyé malgré son grade et ses protestations à l’armée des Pyrénées. Il est fait prisonnier avant d’être incorporé. 
En 1796, après la paix, il est libéré et sollicite vainement sa réintégration à Nîmes comme lieutenant au 38e régiment.

### Banquier
À 26 ans, en 1798, il devient comptable temporaire à la Recette générale. 
À 27 ans, il fait l’intérim de Receveur des Finances à Uzès. La même année, son père meurt, ayant beaucoup souffert des troubles politiques. 
Le 17 brumaire an X, il est nommé agent de change, près de la Bourse de Commerce de Nîmes. Il est également changeur de monnaie. 
À 33 ans, il s’associe à MM. Frat et Laurent et fonde une société pour le « Commerce de la Banque » qui est une réussite. 
À 37 ans, il fait partie de la « Garde d’honneur de Nîmes », composé presque exclusivement de gens très aisés ou riches. Il est sergent fourrier. 
À 41 ans en 1813, il organise les « Cohortes Urbaines » ou « Garde Civique » remplaçant les garnisons que l’on dirigeait de toutes parts sur les frontières. 
Il est sergent major.
En 1814, David contracte avec M. Jaussaud (ancien compagnon de captivité en Espagne) une société pour le commerce de la banque, qui prospère malgré l’instabilité politique.
Il se retire ensuite dans le domaine qu'il a acquis à Langlade (voir l'article sur le Château Langlade) en Vaunage.
Il finira sa carrière en tant que Directeur du Crédit municipal de Nîmes.

### Famille
David Dombre est le père de Charles Dombre et de Léon Dombre. Il est le grand-père de Tony Dombre.
Sa tante est la sœur de Pierre Baux.